# MOYOGI (zenekar)
A MOYOGI egy magyar dream pop duó, amelyet 2019-ben alapítottak. A zenekar tagjai:  Trencsík Pavel – ének, gitár, dalszerző, Hegyi Krisztina – dob, basszusszintetizátor, szövegíró.

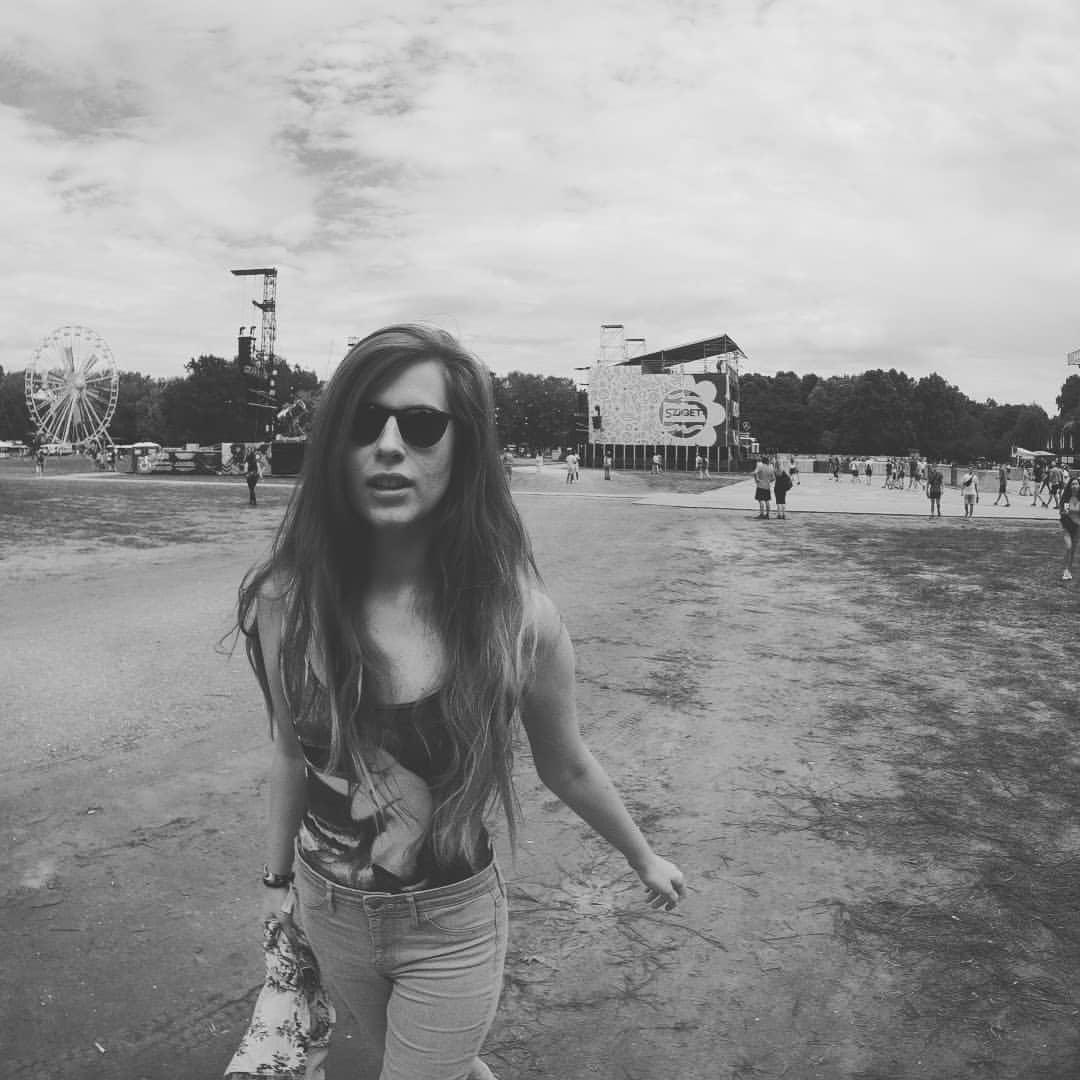

## Történet
A zenekart 2017-ben Trencsík Pavel és Hegyi Krisztina alapította.
Korai időszakukban, 2017-ben magyar nyelvű dalokat készítettek, de ezek hivatalosan nem kerültek kiadásra. 2019-ben minden hónapban egy új angol nyelvű single-t jelentettek meg, amelyből év végére egy teljes album állt össze. Az első dal, a Sexy Dreams, a Keret blogon debütált 2019 januárjában, és az év végére összesen 12 dal vált elérhetővé. 

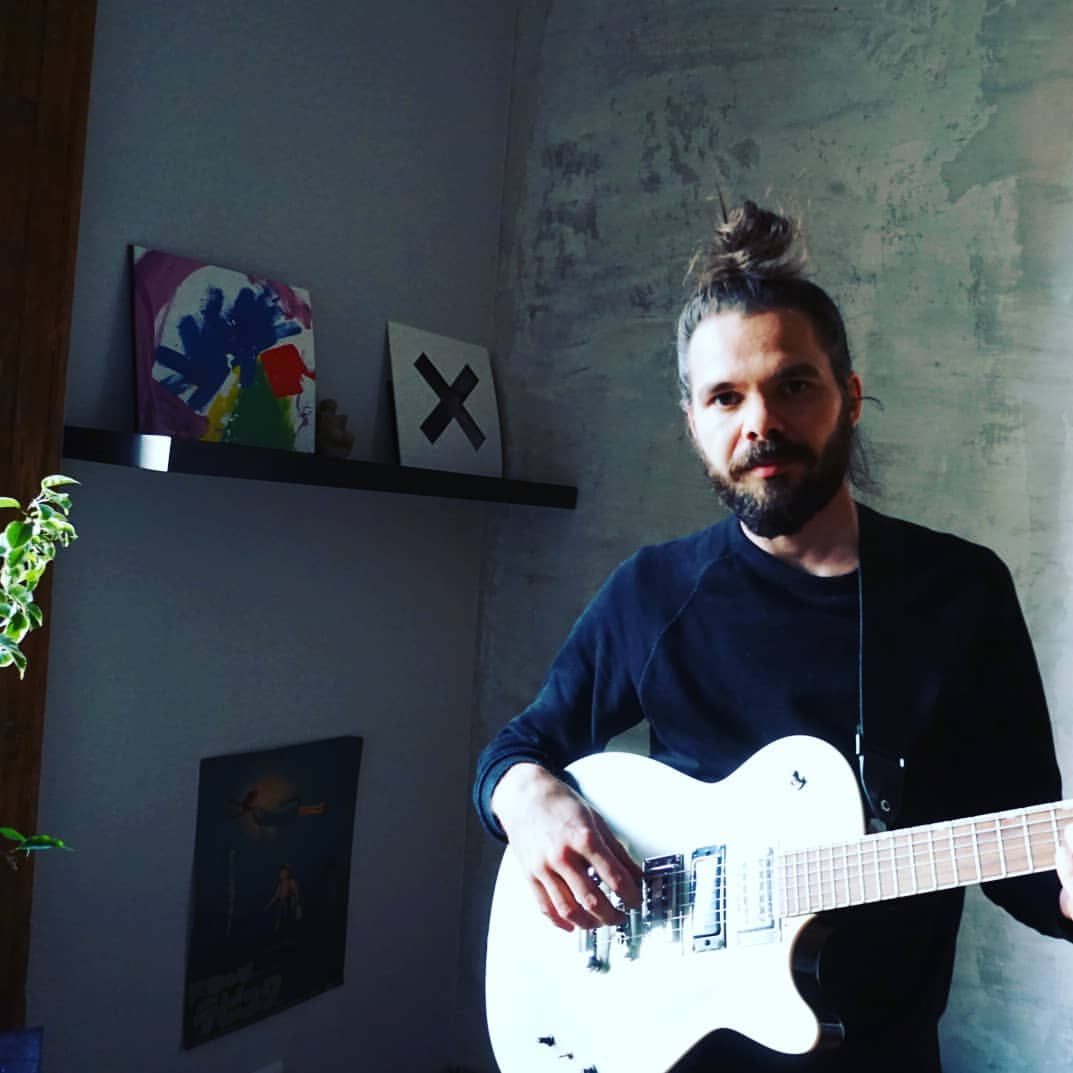
Pavel Trencsík is the songwriter of Moyogi

2021-ben a Pluto Sound kiadó válogatáslemezén jelent meg a Hide and Seek, amely a zenekar korábbi slowcore hangzásvilágától egy elektronikusabb irányba mozdult el. 
2024-ben a MOYOGI szerződést kötött a Mana Mana Records kiadóval, csatlakozott hozzájuk Szabó Máté (szintetizátorok és gitár)
2025-ben megjelent második nagylemezük fizikai formátumban, vinyl kiadásban. Az album atmoszférikus hangzásvilága mellett érezhető benne a korábbi idillikus témák mellett egy sötétebb, kísérletezőbb hangvétel, amelyet mély szintetizátorhangok és elektronikus elemek tesznek teljessé. Az album egyik kiemelkedő dala, a Hopeland, a háborúk témájával foglalkozik.

## Stílus és hatások
A MOYOGI zenéje dream pop és slowcore elemeket ötvöz, amelyben az atmoszferikus hangzásvilág és a melankolikus dallamok dominálnak. A zenekar inspirációi között szerepelnek az alábbi előadók: 

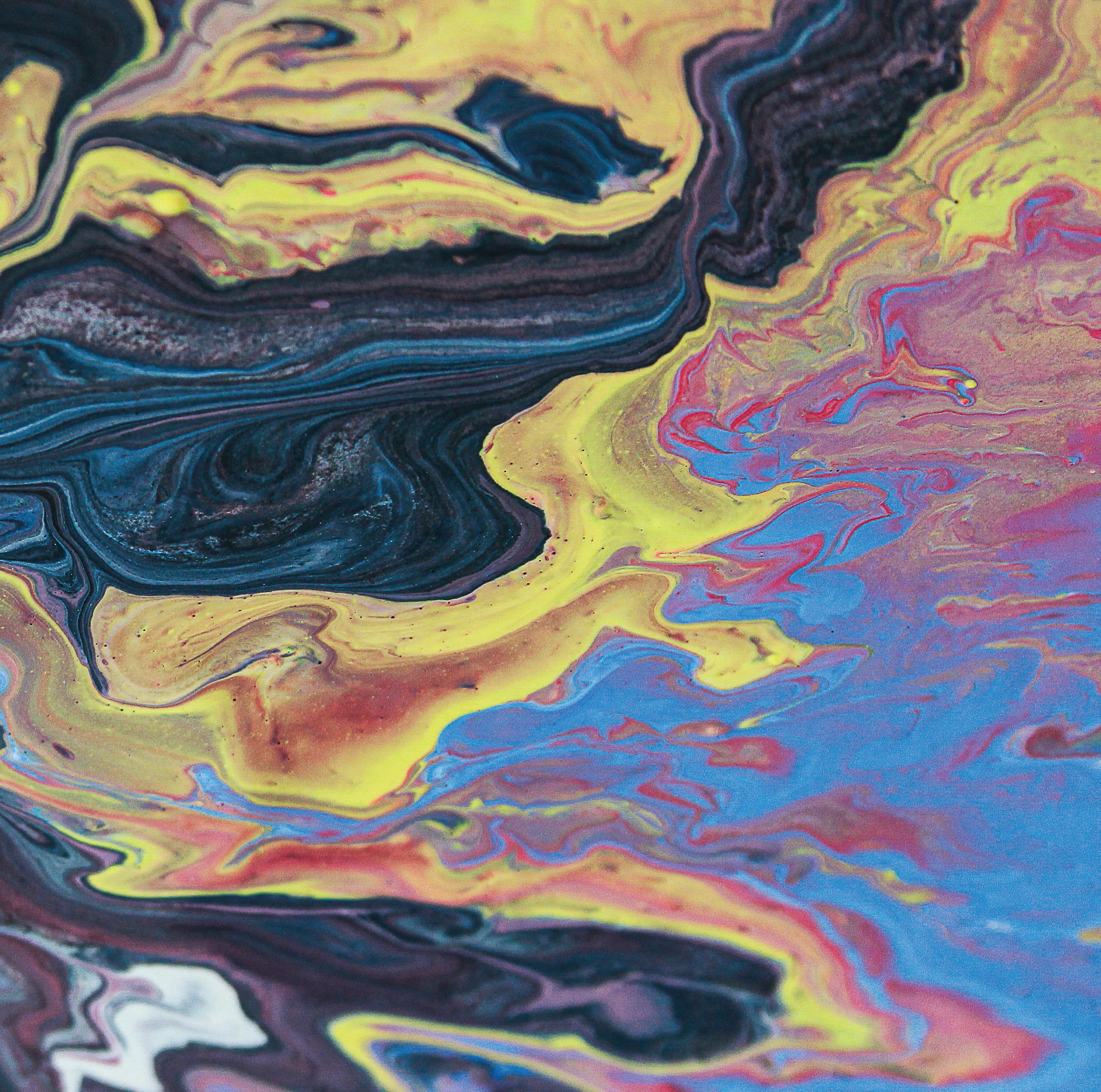
A MOYOGI 2025- ben kiadott lemezének borítója

- Mazzy Star
- Slowdive
- David Bowie
- Beach House
- Tycho
- Ben Frost

## Diszkográfia
- MOYOGI (2025, Mana Mana Records)
- Sexy Dreams
- Role Play
- Get Lost
- Milky Way
- Felicity
- Semi-filled Aquarium
- Glass And Velvet
- Flow Away
- Blue Fish With Yellow Eyes
- Thanks For Space
- Hopeland
- Coco

## Kritikai visszhang
- Átitató melankólia – Moyogi-albumpremier
- Meditatív melankólia és lelassított rock and roll – megérkezett a Moyogi első videoklipje
- „A környezetem, a velem együtt felnövő párkányi gyerekek, szinte mindenki zenélt”
- Az éteri hanghullámok és az arra simuló álomkönnyű vokál könnyen juttat bárkit lebegő állapotba.
- Der perfekte Rahmen für diese verträumte und melancholische Stimmung.
- Moyogi aus Ungarn haben mit Get Lost einen wunderschönen Song über das verloren gehen geschrieben. Mazzy Star und dergleichen wären sicherlich begeistert!
- Hungarian frontman delivers a sweeping and euphoric indie-rock swoon, with nods to David Bowie